# Julegudstjeneste
Der er i Danmark tradition for at afholde julegudstjeneste den 24. december. Denne dag er i Folkekirken ikke en af helligdagene i kirkeåret. Som prædiketekst kan bruges juleevangeliet (Lukasevangeliet 2,1-14), fortællingen om Jesu fødsel fra Matthæusevangeliet (Matthæusevangeliet 1,18-25) eller en frit valgt tekst. Da juleaftensdag ikke er en helligdag, er der først i 1992 beskrevet gudstjeneste og tekster til juleaftensdag. Der blev ved autorisation den 12. juni 1992 af Den Danske Alterbog anordnet afholdelse af gudstjeneste uden nadver juleaften om eftermiddagen.